# Kouvola Indians
Kouvola Indians är en idrottsförening i Kouvola i Finland som sysslar med amerikansk fotboll, flaggfotboll och lacrosse. Föreningen har på senare år satsat på flaggfotboll, medan inom amerikansk fotboll finns enbart aktiva juniorlag kvar.